# Solomon Gesner
Salomon Gesner či Solomon Gesner (1559–1605) byl německý teolog.
Studoval mimo jiné v Opavě. Roku 1593 se stal profesorem teologie ve Wittenbergu, později děkanem a rektorem univerzity.